# Malenín
Malenín (německy Malenin) je malá vesnice, část obce Ratibořské Hory v okrese Tábor v Jihočeském kraji. Nachází se asi dva kilometry severně od Ratibořských Hor. Malenín leží v katastrálním území Ratibořice u Tábora o výměře 5,09 km².

## Historie
První písemná zmínka o vesnici pochází z roku 1409.

## Obyvatelstvo
| Rok            | 1869 | 1880 | 1890 | 1900 | 1910 | 1921 | 1930 | 1950 | 1961 | 1970 | 1980 | 1991 | 2001 | 2011 | 2021 |
| -------------- | ---- | ---- | ---- | ---- | ---- | ---- | ---- | ---- | ---- | ---- | ---- | ---- | ---- | ---- | ---- |
| Počet obyvatel | 46   | 59   | 52   | 38   | 47   | 37   | 39   | 33   | 23   | 11   | 9    | 8    | 7    | 5    | 5    |
| Počet domů     | 6    | 7    | 7    | 7    | 7    | 7    | 7    | 7    | 7    | 5    | 5    | 8    | 8    | 8    | 8    |

## Obecní správa
Při sčítání lidu v letech 1850–1971 Malenín byl osadou obce Ratibořice v okrese Tábor. Od 26. listopadu 1971 je částí obce Ratibořské Hory v okrese Tábor, kdy se konaly obecní volby.

## Pamětihodnosti
- Kaple návesní

## Galerie

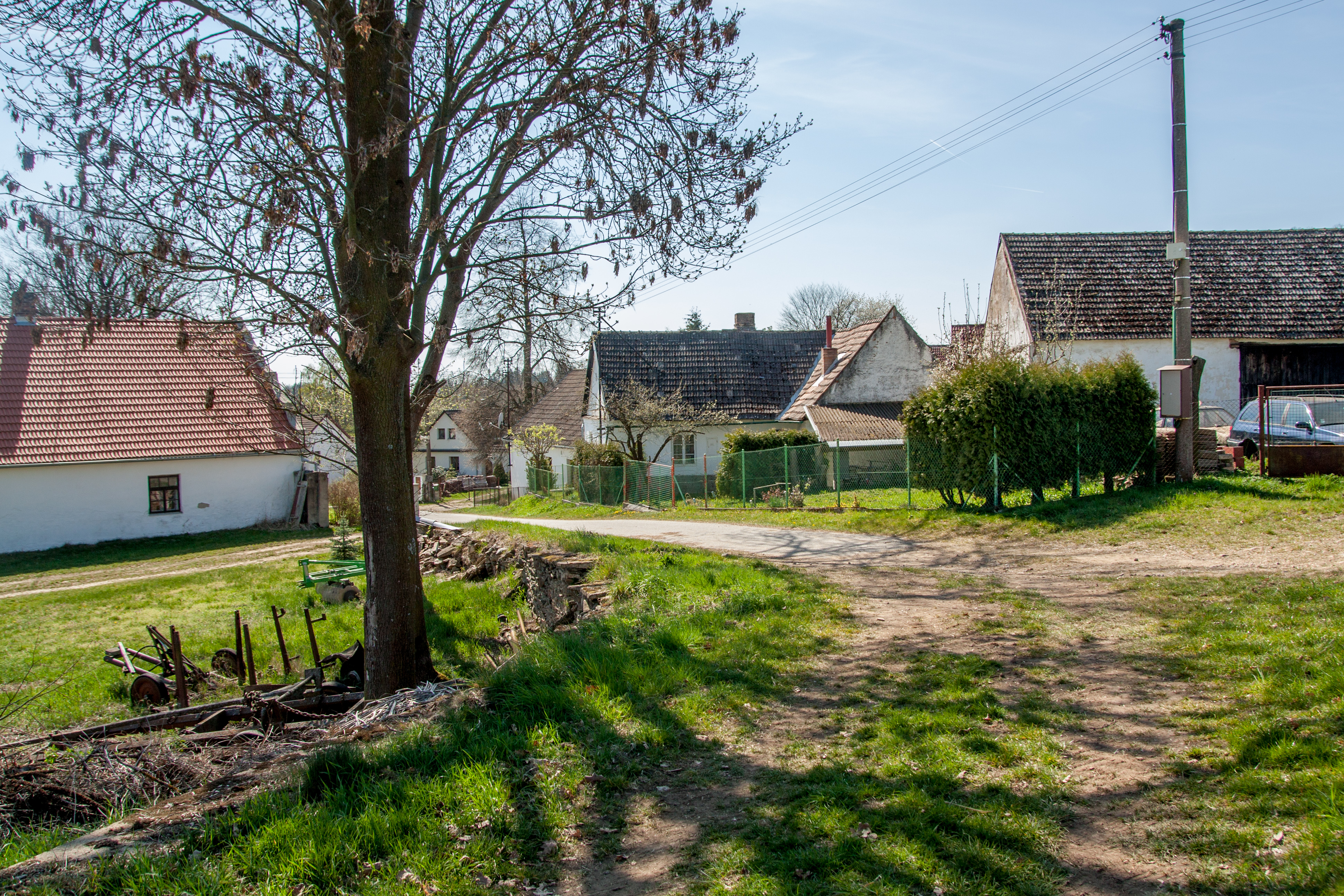
Odbočka do obce (2019)
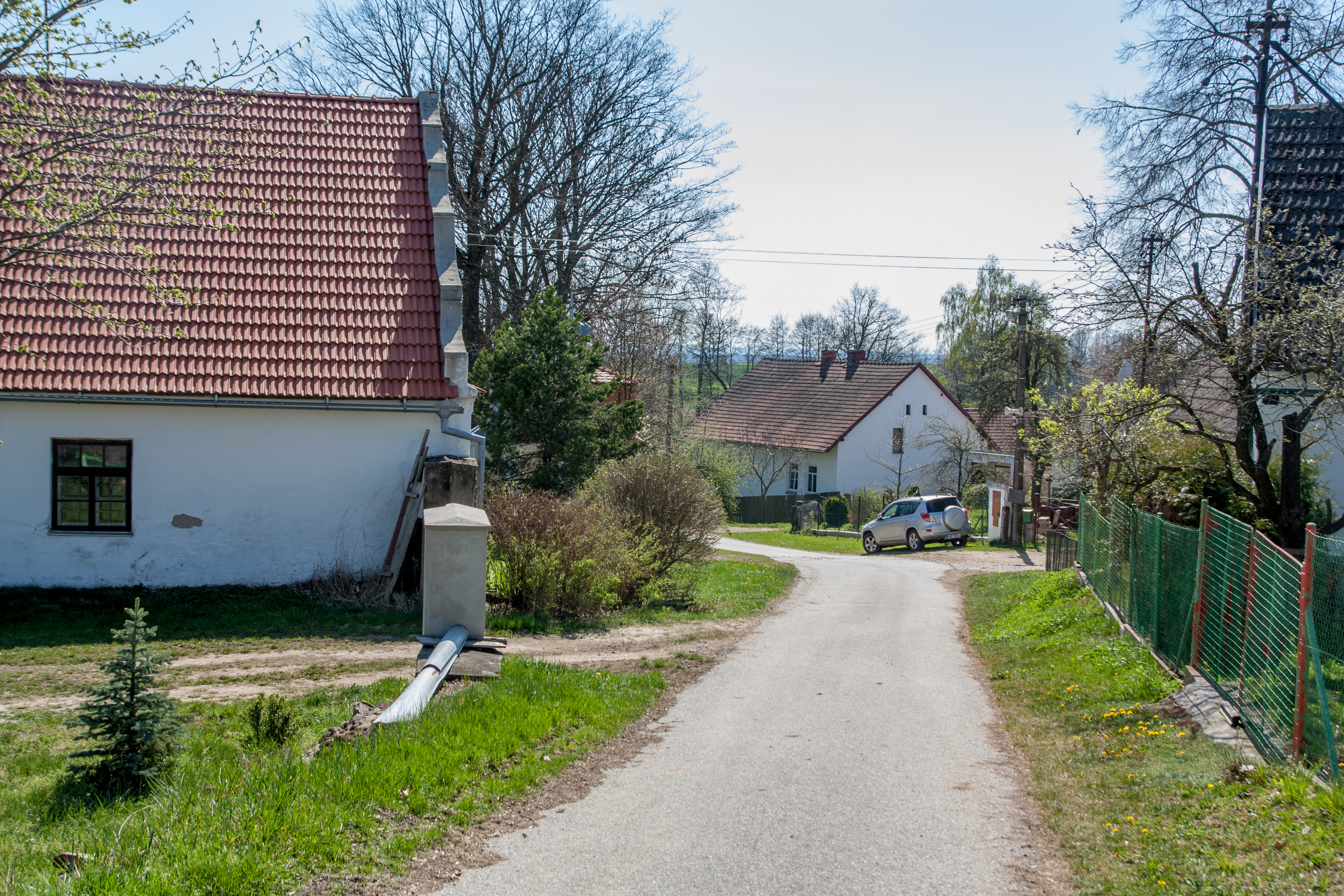
Ulice (2019)
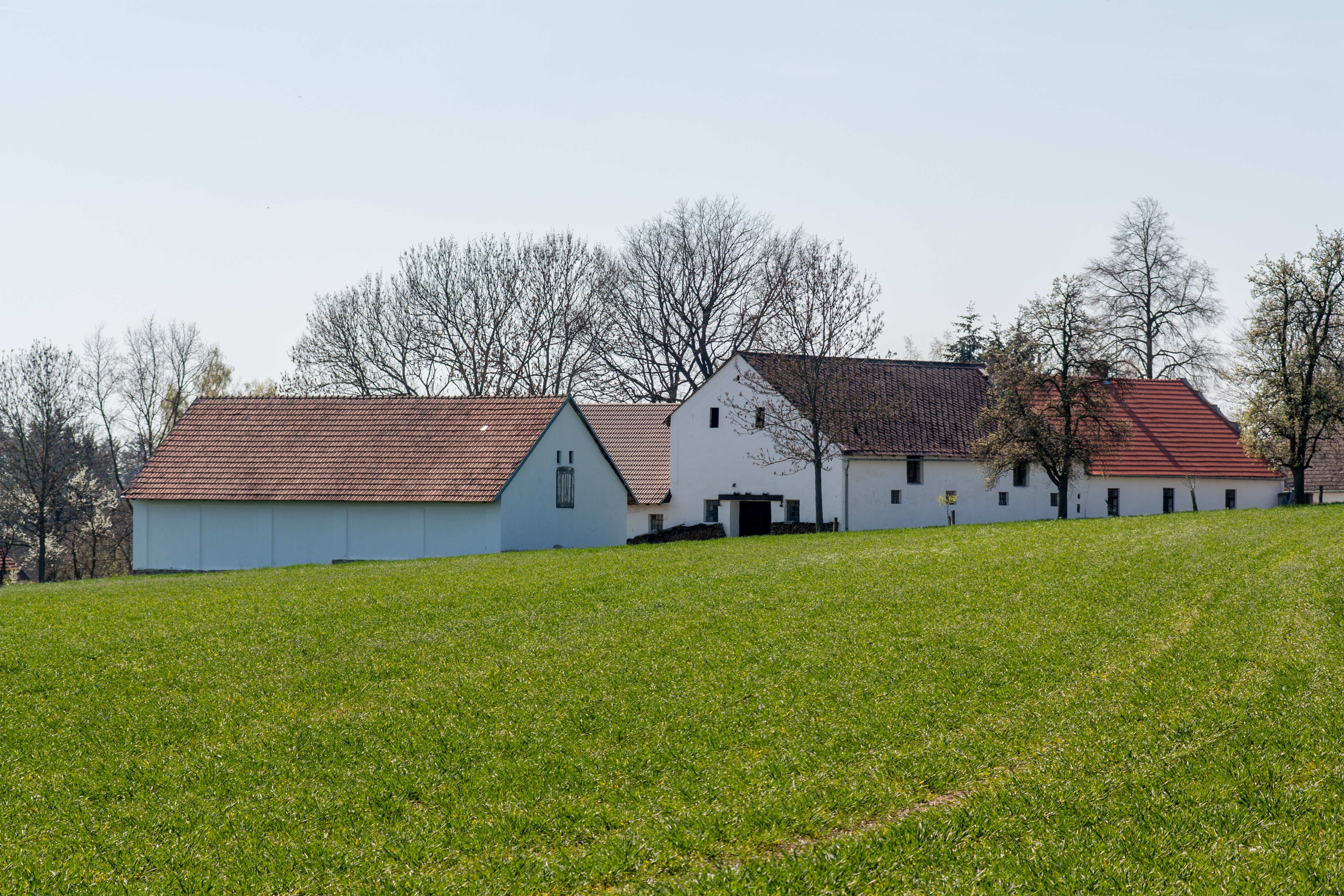
Usedlost (2019)
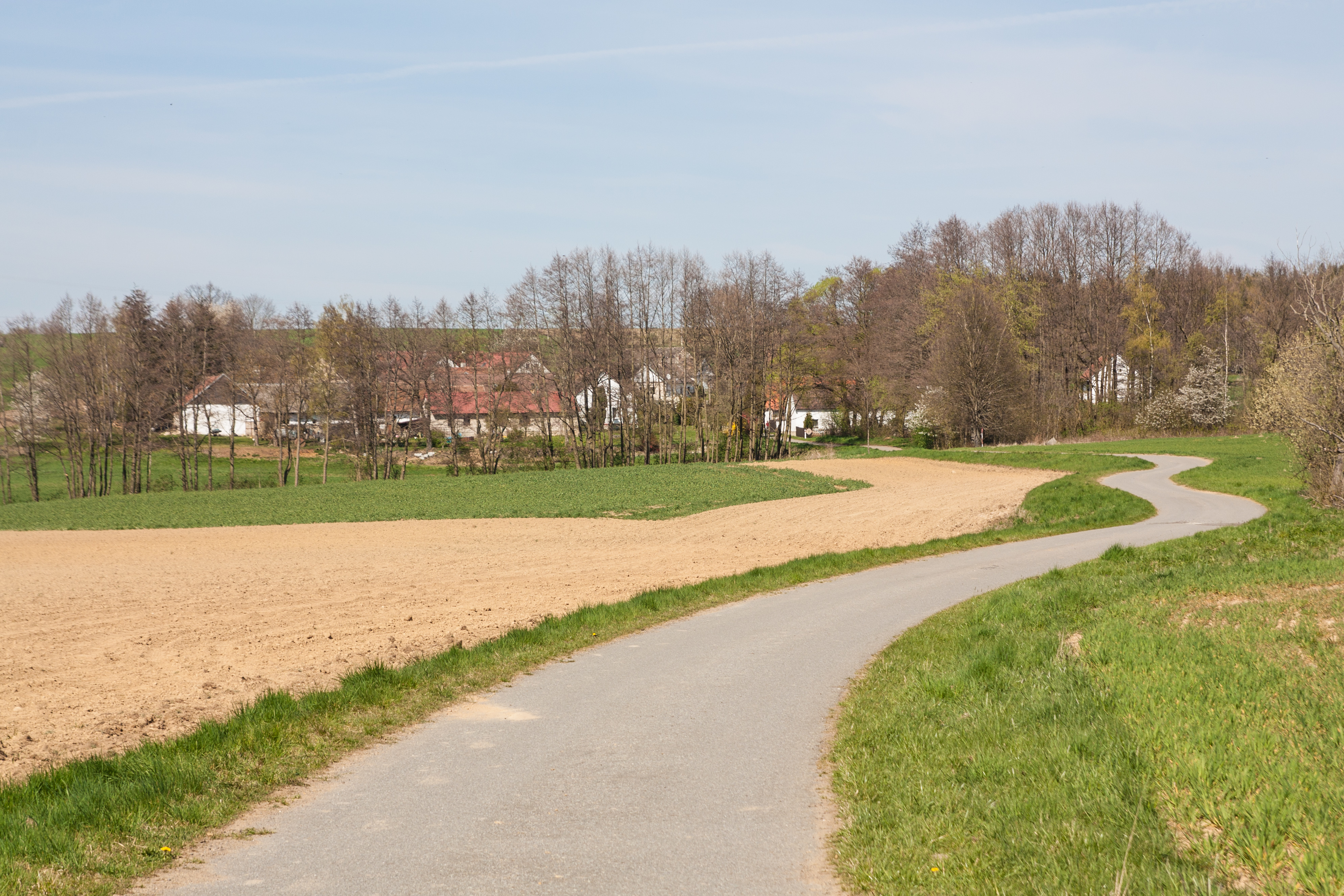
Cesta (2019)